# شهرداری لیپکوو
شهرداری لیپکوو (به لاتین: Lipkovo Municipality) یک منطقهٔ مسکونی در مقدونیه شمالی است که در مقدونیه شمالی واقع شده‌است. شهرداری لیپکوو ۲۶۷٫۸۲ کیلومتر مربع مساحت و ۲۷٫۰۵۸ نفر جمعیت دارد.